# Myrmoderus ruficauda
El hormiguero festoneado (Myrmoderus ruficauda), también denominado hormiguero de Conchas, es una especie de ave paseriforme de la familia Thamnophilidae perteneciente al género Myrmoderus. Anteriormente formaba parte del amplio género Myrmeciza, de donde fue separado recientemente, en 2013. Es endémico del oriente de Brasil.

## Distribución y hábitat
Se distribuye fragmentadamente por el litoral oriental de Brasil, desde Paraíba hasta Espírito Santo.
Esta especie es poco común y local en el suelo o cerca, en los bosques húmedos de la Mata Atlántica, generalmente por debajo de las 500 m de altitud, pero puede encontrarse hasta los 950 m. Prefiere las áreas donde hay abundancia de lianas y troncos de árboles pequeños.

## Descripción
Mide entre 14 y 15 cm de longitud. El macho presenta plumaje de las partes superiores color marrón oliváceo oscuro, grisáceo en la corona, con puntos color ante en el lomo y con la rabadilla y la cola color castaño rufo; las coberteras de las alas son negruzcas con dos barras ante; las mejillas, la garganta y el pecho son negros con festones grises en los lados del cuello y el pecho; el vientre es ocráceo. La hembra presenta la garganta blanca y el pecho blancuzco con puntos y festones negros. Las patas son rosadas.

## Comportamiento

### Alimentación
Se alimenta de artrópodos. Busca alimento cerca del suelo.

### Reproducción
Construye el nido en el suelo. La hembra pone dos huevos.

## Estado de conservación
El hormiguero festoneado ha sido calificado como amenazado de extinción por la Unión Internacional para la Conservación de la Naturaleza (IUCN) debido a que su pequeña población total, estimada entre 1000 y 2500 individuos, que habita una región también pequeña y severamente fragmentada, se encuentra en rápida decadencia debido a la continua pérdida de hábitat.

## Sistemática

### Descripción original
La especie M. ruficauda fue descrita por primera vez por el naturalista alemán Maximilian zu Wied-Neuwied en 1831 bajo el nombre científico Myiothera ruficauda; localidad tipo «Río Doce, Espírito Santo, sureste de Brasil».

### Etimología
El nombre genérico masculino «Myrmoderus» deriva del griego «murmos»: hormiga y «derō»: azote, garrote; significando «destruidor de hormigas»; y el nombre de la especie «ruficauda», del latín: «rufus»: rufo, rojizo y «cauda»: cola; significando «de cola rufa».

### Taxonomía
Los amplios estudios de Isler et al. (2013) confirmaron lo que diversos autores ya habían sugerido: que el género Myrmeciza era altamente polifilético. En relación con las entonces Myrmeciza ruficauda, M. ferruginea, M. loricata y M. squamosa, Isler et al. 2013 demostraron que formaban un clado bien definido, distante del resto de Myrmeciza, al que denominaron  «clado ferruginea», dentro de una tribu Pyriglenini. Para resolver esta cuestión taxonómica, propusieron agrupar estas cuatro especies en el género resucitado Myrmoderus. En la Propuesta N° 628 al Comité de Clasificación de Sudamérica (SACC), se aprobó este cambio, junto a todos los otros envolviendo el género Myrmeciza.
El Congreso Ornitológico Internacional (IOC 2017, versión 7.3), todavía no ha adoptado estos profundos cambios taxonómicos.

### Subespecies
Según la clasificación del Congreso Ornitológico Internacional (IOC) (Versión 7.3, 2017) y Clements Checklist v.2017, se reconocen 2 subespecies, con su correspondiente distribución geográfica:
- Myrmoderus ruficauda soror (Pinto, 1940) – litoral del noreste de Brasil (Paraíba al sur hasta Alagoas).
- Myrmoderus ruficauda ruficauda (Wied-Neuwied, 1831) – oriente de Brasil en el sureste de Bahía, extremo este de Minas Gerais y Espírito Santo.